# 雷金納德·吉夫斯 (角色)
雷金納德‧吉夫斯（英語：Reginald Jeeves）是由佩勒姆·格倫維爾·伍德豪斯所創作的一系列幽默短篇小說中的虛構角色，紈絝青年伯蒂‧伍斯特（Bertie Wooster）身邊精明幹練的男僕。
伍德豪斯在1915年創造了吉夫斯，此後該角色便頻繁登場於隨後的作品中，直到1974年出版發行《姨媽非紳士》（Aunts Aren't Gentlemen）時，吉夫斯已經在伍德豪斯筆下活躍了59年。「吉夫斯」這個姓氏是汲取自珀西‧吉夫斯（Percy Jeeves），一位英國華威郡出身、戰死於一戰期間的板球手。伍德豪斯將吉夫斯描寫成一個男僕或管家的經典形象，成為後世許多創作人的靈感，甚至以此角色命名（包括網路搜尋引擎Ask Jeeves）。
在短篇《Jeeves and the Kid Clementina》，吉夫斯與警察的一次對話中，自稱是『紳士的私人紳士』及『私人紳士的紳士』。這意味著吉夫斯是一位男僕，而非管家－－換言之，他管的是「人事」而非「家事」。然而，伯蒂‧伍斯特也讓吉夫斯管理家事，曾在《Stiff Upper Lip, Jeeves》一書中說道：『吉夫斯毫無疑問是位紳士的私人紳士，但在有需要的時候，他也能夠極好的勝任一名管家的角色。』

## 角色特質
伍德豪斯的吉夫斯系列主要講述一個卓越的男僕，如何從各方面掌控他紈絝的年輕雇主。吉夫斯被他的雇主伯蒂‧伍斯特視為人生嚮導，經常為伯蒂及其友人出謀策劃，解決各式各樣的問題，從乏味的社交活動、咄咄逼人的親戚到棘手的法律訴訟，特別是那些有女性涉入其中的麻煩。故事的主述者伯蒂往往對吉夫斯的老謀深算渾然未覺，直到故事尾聲才恍然大悟，伍德豪斯由此締造了無數精彩的詼諧時刻。
吉夫斯的紳士風範儼然是理想的男僕形象，衣冠齊楚、來去無聲，對於任何問題都能對答如流。根據伍斯特的說法，吉夫斯的聰明才智要歸功於吃魚的習慣，為此還經常要他多吃點。但吉夫斯其實是靠著閒暇時閱讀「有益身心的書」來增長智慧，例如全套的史賓諾莎文集，或是杜斯妥也夫斯基一類的俄國作品。他經常引用莎士比亞及浪漫詩人的名言佳句，對文學以外的其他學科也有著淵博的認識，賽馬、修車、調飲（尤其是醒酒水）和紳士禮儀都難不倒他，對英國貴族階級的身家背景也瞭如指掌。
吉夫斯對英國紳士的儀表有一定堅持，並認為有義務讓自己的雇主明白這一點。每次吉夫斯與伯蒂產生摩擦，往往歸因於伍斯特不合時宜的流行品味，例如花俏的花瓶、繡上名字的手帕、紅色腰帶和紫色襪子等等。伯蒂在《謝謝，吉夫斯》（Thank You, Jeeves）中堅持彈奏班卓琴，導致他們幾乎永遠的斷絕主僕關係。吉夫斯為主人擬定的各種計畫中，經常會將摧毀上述物品的意圖納入考慮。
吉夫斯是小蓋尼米德俱樂部（Junior Ganymede Club）的會員，這是一間專屬於男僕和管家的倫敦俱樂部。在該俱樂部的名冊中，所有會員都必須紀錄主人的生活習性和癖好，供其他男僕或管家做為日後的求職參考，名冊中《伯特倫‧伍斯特》這一章佔了很大的份量，在《Jeeves and the Feudal Spirit》已經寫了11頁，在《Much Obliged, Jeeves》中更是增加到18頁，但最終吉夫斯將那18頁全數銷毀，表示他將永遠留在伍斯特身邊。
吉夫斯的名字是雷吉奈爾，卻是在1971年出版的《Much Obliged, Jeeves》，伍斯特聽到其他男僕向吉夫斯打招呼「哈囉、雷吉」，這個遲了56年的名字才公諸於世。讀者可能感到驚喜，但伍斯特卻因為「他居然有名字」而大為震撼。1953年出版的《Ring for Jeeves》，是唯一沒有伍斯特登場的吉夫斯小說，吉夫斯在該故事中被借給了第九世Rowcester伯爵。這本小說是伍德豪斯改編自劇本《Come On, Jeeves》而來，他認為這篇故事應有更傳統的結局，雖然他無意讓伍斯特結婚。
研究伍德豪斯生平及作品的理查德·厄斯本（Richard Usborne），將吉夫斯形容為「非凡的行動家」和「能夠使無數巧合環環相扣的超群頭腦」
。